# Unie voor Europa
Unie voor Europa was een fractie in het Europees Parlement.

## Geschiedenis
De fractie Unie voor Europa werd gevormd op 6 juli 1995 door een fusie van de fracties Forza Europa en Verenigde Europese democraten.
Op 15 juni 1998 verliet een groot deel van de Italiaanse afgevaardigden de fractie. Na de Europese Parlementsverkiezingen van 1999 viel de fractie uiteen. Een aantal leden ging verder in de fractie Unie voor een Europa van Nationale Staten.

## Leden
| Frankrijk   | Rassemblement pour la République | 14 |
| Griekenland | Politiki Anixi                   | 2  |
| Ierland     | Fianna Fáil                      | 7  |
| Italië      | Centrum Christendemocraten       | 3  |
| Italië      | Forza Italia                     | 24 |
| Portugal    | Partido Popular                  | 3  |
| totaal      | totaal                           | 53 |